# 卡玛犀牛保护区

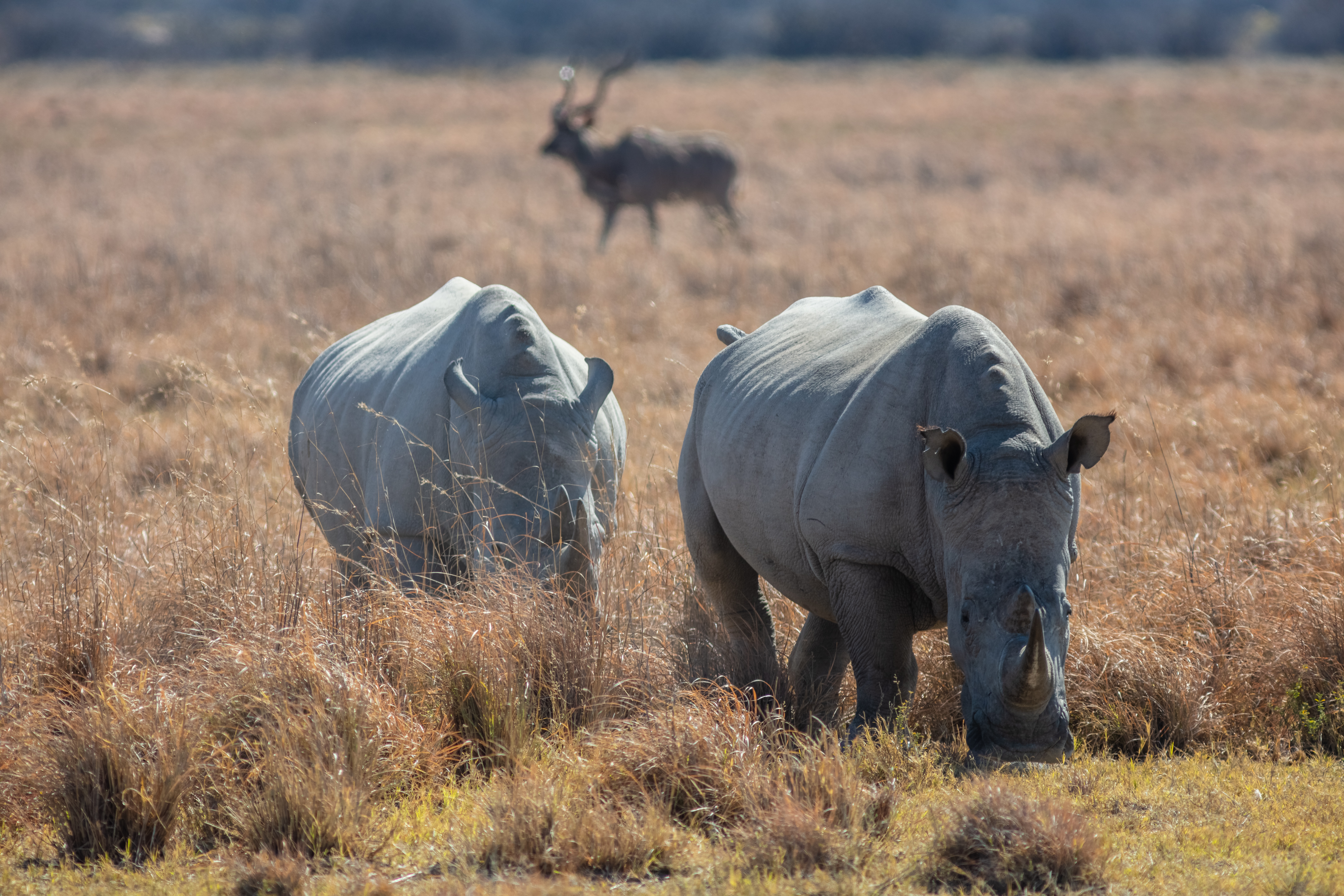
保护区内的白犀 （Ceratotherium simum）

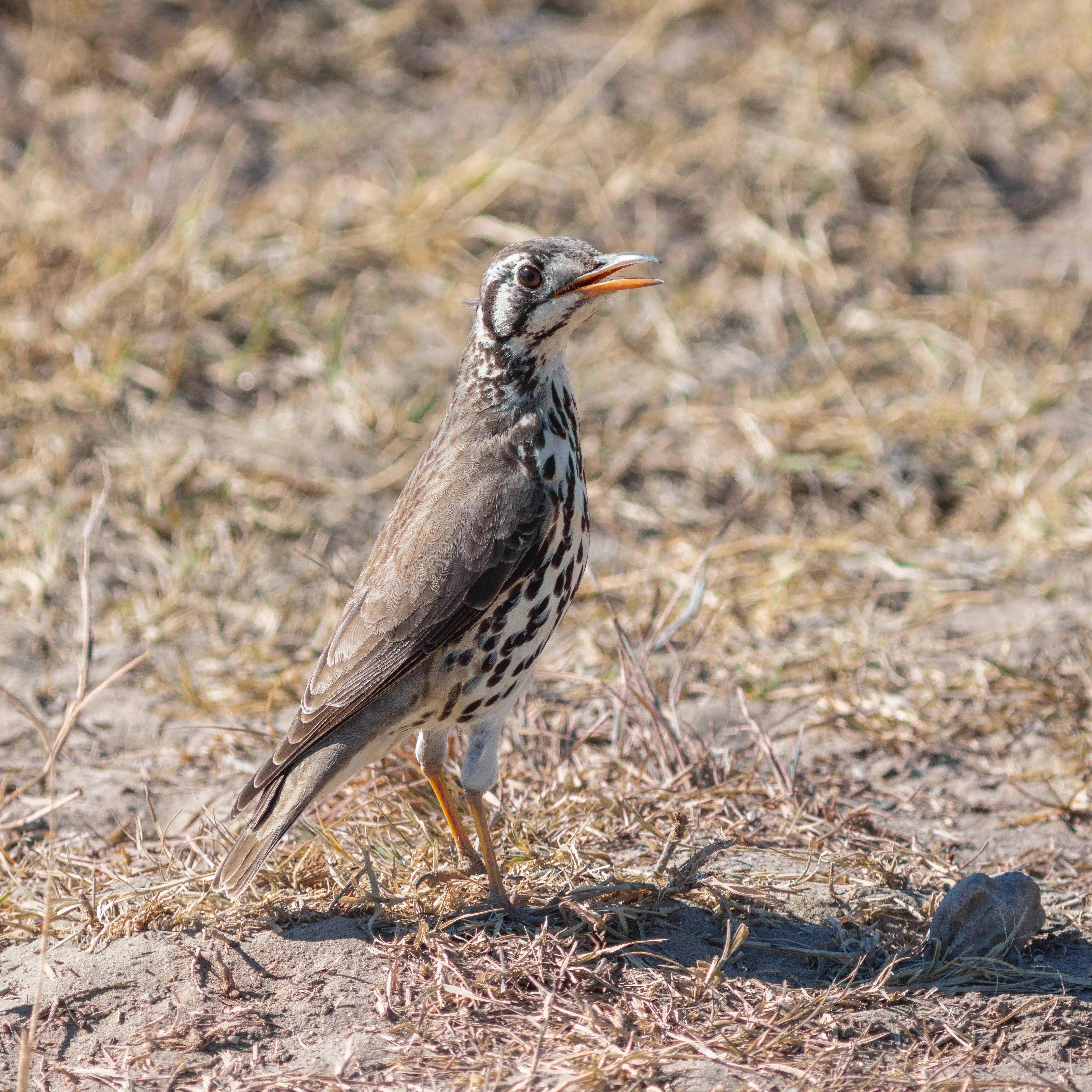
保护区内的非洲地鸫（Psophocichla litsitsirupa）

卡马犀牛保护区（Khama Rhino Sanctuary）是博茨瓦纳一个野生动物保護區，成立于1992年，當地建立該保護區的目的是保護瀕臨滅絕的犀牛，恢复野生犀牛种群，并通过旅游业为博茨瓦纳当地社区提供收入來源。卡玛犀牛保护区占地约8585公顷，內有白犀牛和黑犀牛以及其他30多种动物和230多种鸟类。